# Tetapeche
Tetapeche är en ort i Mexiko.   Den ligger i kommunen Navojoa och delstaten Sonora, i den nordvästra delen av landet, 1 400 km nordväst om huvudstaden Mexico City. Tetapeche ligger 58 meter över havet och antalet invånare är 437.
Terrängen runt Tetapeche är platt. Runt Tetapeche är det ganska glesbefolkat, med 36 invånare per kvadratkilometer. Närmaste större samhälle är Navojoa, 17,1 km sydväst om Tetapeche. I omgivningarna runt Tetapeche växer huvudsakligen savannskog.